# 1765年の相撲
1765年の相撲（1765ねんのすもう）は、1765年の相撲関係のできごとについて述べる。

## 本場所など
- 3月場所（江戸相撲）[1]
  - 興行場所:神明社地
  - 4月25日（旧3月6日）より晴天8日間興行
- 5月場所（大坂相撲）[1]
  - 興行場所:堀江
  - 晴天10日間興行
- 6月場所（京都相撲）[2]
  - 興行場所:二条川東
- 8月場所（大坂相撲）[2]
  - 興行場所:難波新地
  - 9月19日（旧8月5日）より興行。
- 8月場所（京都相撲）[2]
  - 興行場所:祇園北林
- 10月場所（江戸相撲）[2]
  - 興行場所:深川八幡社地内
  - 11月26日（旧10月14日）より晴天8日間興行